# طيف بلوخ
طيف بلوخ (بالإنجليزي : Bloch spectrum)في مجال الفيزياء النظرية طيف بلوخ هو مفهوم عناوين بعض اعتبارات أطياف الطاقة , عندما تكون معادلة شرودنجر أحادية البعد :
{\displaystyle H=-{\frac {d^{2}}{dx^{2}}}+U_{\alpha },}
عندما Uα هو دالة دورية خلال الفترة α. طيف بلوخ  لـ H تعرف بانها مجموعة قيم الطاقة E لجميع حلول (H − E)φ = 0 التي يحددها المحور الحقيقي .
يختفي طيف بلوخ عند نصف أطوال موجية E0 < E في فترات مغلقة
[E2j−1, E2j] حيث أن j تأخذ قيم صحيحة ...j = 1, 2